# Morti il 16 luglio
| Questa pagina contiene informazioni ricavate automaticamente dalle voci biografiche con l'ausilio del template Bio e di un bot. L'aggiornamento è periodico e automatico e ricostruisce completamente la pagina. Se manca una persona in questa lista, sei pregato di non aggiungerla, ma accertati piuttosto che la sua voce biografica contenga il template Bio e che i dati anagrafici siano correttamente compilati. Se il template Bio manca, inseriscilo tu stesso o, in alternativa, metti l'avviso {{tmp\|Bio}} che ne segnala la mancanza. Se i dati riportati sono sbagliati, correggi direttamente la voce biografica; le modifiche saranno visibili in questa lista entro pochi giorni. Per chiarimenti vedi il progetto biografie. La lista contiene solo le 504 persone che sono citate nell'enciclopedia e per le quali è stato implementato correttamente il template Bio. Pagina aggiornata al 13 ago 2025. |

## VII secolo(1)
- 699 - Vitaliano da Capua, vescovo e santo italiano

## VIII secolo(1)
- 784 - Fulrado di Saint Denis, abate francese (n. 710)

## IX secolo(2)
- 866 - Irmengarda I di Frauenwörth, badessa tedesca
- 869 - Al-Mu'tazz, arabo (n. 847)

## X secolo(1)
- 947 - Fujiwara no Tadabumi, militare giapponese (n. 873)

## XII secolo(1)
- 1139 - Valerano della Bassa Lorena, conte

## XIII secolo(1)
- 1216 - Papa Innocenzo III, papa e cardinale italiano (n. 1161)

## XIV secolo(4)
- 1324 - Go-Uda, imperatore giapponese (n. 1267)
- 1342 - Carlo Roberto d'Angiò, sovrano
- 1363 - Ferdinando d'Aragona, marchese (n. 1329)
- 1390 - Andrea Bontempi, cardinale e arcivescovo cattolico italiano (n. 1326)

## XV secolo(7)
- 1402 - Pino II Ordelaffi, nobile italiano (n. 1356)
- 1418 - Al-Qalqashandi, storico e matematico egiziano (n. 1355)
- 1439 - Alberto Guttuario, vescovo cattolico italiano
- 1463 - Bernardo III di Sassonia-Lauenburg, nobile
- 1465 - Pierre de Brézé, militare francese (n. 1412)
- 1483 - Alvise Da Mosto, esploratore e navigatore italiano
- 1487 - Carlotta di Cipro, principessa (n. 1444)

## XVI secolo(15)
- 1505 - Antonio Persona, criminale e medico italiano (n. 1475)
- 1517 - Alfonso Petrucci, cardinale e vescovo cattolico italiano (n. 1491)
- 1520 - Raffaele Regio, umanista e filologo italiano (n. 1440)
- 1546 - Anne Askew, poetessa e scrittrice inglese (n. 1521)
- 1553 - Bernardino Maffei, cardinale e arcivescovo cattolico italiano (n. 1514)
- 1557 - Anna di Clèves, principessa tedesca (n. 1515)
- 1557 - Vincenzo degli Azani, pittore italiano
- 1560 - Girolamo Beccadelli di Bologna, vescovo cattolico italiano
- 1565 - Date Tanemune, militare giapponese (n. 1488)
- 1576 - Isabella de' Medici, nobildonna italiana (n. 1542)
- 1584 - Fiorenzo Maschera, compositore e organista italiano (n. 1541)
- 1587 - Date Sanemoto, militare giapponese (n. 1527)
- 1588 - Agnes Keith, nobile scozzese (n. 1540)
- 1589 - Pieter Peck, giurista olandese (n. 1529)
- 1590 - Bartolomeo Fernandes, arcivescovo cattolico portoghese (n. 1514)

## XVII secolo(20)
- 1605 - Giovanni Francesco Biandrate di San Giorgio Aldobrandini, cardinale, vescovo cattolico e giurista italiano (n. 1545)
- 1612 - Leonardo Donà, doge (n. 1536)
- 1629 - Luigi Melzi, politico italiano (n. 1554)
- 1633 - Giovanni Casimiro di Sassonia-Coburgo, duca (n. 1564)
- 1635 - Francisco Romero, arcivescovo cattolico italiano (n. 1596)
- 1642 - Francesco Maria Carafa, nobile (n. 1580)
- 1644 - Giovanni Bilivert, pittore italiano (n. 1585)
- 1645 - Andrea de Soveral, presbitero brasiliano (n. 1572)
- 1646 - Charles-François Abra de Raconis, teologo e vescovo cattolico francese (n. 1580)
- 1647 - Masaniello, rivoluzionario italiano (n. 1620)
- 1647 - Marco Vitale, avvocato italiano (n. 1631)
- 1660 - Giuseppe degli Aromatari, medico, letterato e botanico italiano (n. 1587)
- 1662 - Alfonso IV d'Este, nobile (n. 1634)
- 1663 - Guglielmo VI d'Assia-Kassel, nobile tedesco (n. 1629)
- 1664 - Andreas Gryphius, poeta e drammaturgo tedesco (n. 1616)
- 1669 - Thomas Howard, I conte di Berkshire, nobile e politico inglese (n. 1587)
- 1678 - Giovanni Antonio Cavazzi da Montecuccolo, missionario, francescano e scrittore italiano (n. 1621)
- 1685 - Massimiliano Savelli Palombara, nobile, alchimista e poeta italiano (n. 1614)
- 1687 - Johannes Walter Sluse, cardinale belga (n. 1628)
- 1691 - François Michel Le Tellier de Louvois, politico francese (n. 1641)

## XVIII secolo(23)
- 1702 - Étienne Loulié, musicista, pedagogo e teorico della musica francese (n. 1654)
- 1703 - Christian Gyldenløve, generale danese (n. 1674)
- 1705 - François Lespingola, scultore francese (n. 1644)
- 1714 - Christoph Helwig junior, medico tedesco (n. 1679)
- 1719 - Meinhard von Schomberg, generale britannico (n. 1641)
- 1722 - Angela Maria Caterina d'Este, principessa italiana (n. 1656)
- 1726 - Massimiliano Guglielmo di Brunswick-Lüneburg, principe e militare tedesco (n. 1666)
- 1729 - Johann David Heinichen, compositore tedesco (n. 1683)
- 1735 - Maria Carolina del Liechtenstein, principessa austriaca (n. 1694)
- 1739 - Charles François de Cisternay du Fay, chimico francese (n. 1698)
- 1740 - Jan Kupecký, pittore ceco (n. 1666)
- 1740 - Maria Anna del Palatinato-Neuburg (n. 1667)
- 1747 - Giuseppe Maria Crespi, pittore italiano (n. 1665)
- 1763 - Jacques-Martin Hotteterre, flautista, compositore e fagottista francese (n. 1674)
- 1763 - Girolamo Mainardi, editore, tipografo e impresario teatrale italiano
- 1764 - Ivan VI di Russia, sovrano russo (n. 1740)
- 1773 - Jean-Sébastien de Barral, vescovo cattolico francese (n. 1710)
- 1773 - Nils Rosen von Rosenstein, medico svedese (n. 1706)
- 1776 - Francesca Cristina del Palatinato-Sulzbach, badessa (n. 1696)
- 1782 - Luisa Ulrica di Prussia, nobile svedese (n. 1720)
- 1789 - Domenico Caracciolo, diplomatico e politico italiano (n. 1715)
- 1790 - Giovanni Francesco Cigna, medico e chimico italiano (n. 1734)
- 1794 - Nicolas Savouret, prete francese (n. 1733)

## XIX secolo(58)
- 1803 - Jacob Pieter van Braam, ammiraglio olandese (n. 1737)
- 1806 - Caterino Mazzolà, librettista e poeta italiano (n. 1745)
- 1806 - Jean-Louis de Lolme, giurista e filosofo svizzero (n. 1740)
- 1808 - Giuseppe Caracciolo, rivoluzionario e principe italiano (n. 1747)
- 1815 - Adolph Ferdinand Gehlen, chimico tedesco (n. 1775)
- 1815 - Jakob Josef Zelger, politico svizzero (n. 1735)
- 1820 - Antonio Collalto, matematico italiano (n. 1765)
- 1824 - Simone Stratico, matematico, fisico e ingegnere italiano (n. 1733)
- 1825 - Pierre Trénitz, danzatore e coreografo francese (n. 1767)
- 1826 - Henry Beresford, II marchese di Waterford, politico irlandese (n. 1772)
- 1826 - Camillo Pacetti, scultore italiano (n. 1758)
- 1827 - Agostino de Lestrange, religioso francese (n. 1754)
- 1828 - William Few, politico statunitense (n. 1748)
- 1829 - Vincenzo Giaconi, incisore italiano (n. 1760)
- 1831 - Louis Alexandre Andrault de Langéron, generale francese (n. 1763)
- 1832 - Adrien-Hubert Brué, esploratore e cartografo francese (n. 1786)
- 1836 - Gaetano Crivelli, tenore italiano (n. 1768)
- 1836 - Pio Gerolamo Vidua, politico italiano (n. 1748)
- 1838 - Stefano Manca di Tiesi, nobile e generale italiano (n. 1767)
- 1840 - Michel-Nicolas Balisson de Rougemont, romanziere, drammaturgo e librettista francese (n. 1781)
- 1841 - Charles Duncombe, I barone Feversham, politico inglese (n. 1764)
- 1844 - Jean-Baptiste Lepère, architetto francese (n. 1761)
- 1846 - Vasilij Ivanovič Demut-Malinovskij, scultore russo (n. 1779)
- 1846 - Maria Maddalena Postel, religiosa francese (n. 1756)
- 1846 - George Russell, politico e militare inglese (n. 1790)
- 1847 - Karl Friedrich Burdach, fisiologo tedesco (n. 1776)
- 1854 - ʿAbbās I d'Egitto, politico e militare egiziano (n. 1816)
- 1854 - Nicolò Bettoli, architetto italiano (n. 1780)
- 1857 - Pierre-Jean de Béranger, poeta e musicista francese (n. 1780)
- 1858 - Giovanni Battista Cavedalis, patriota italiano (n. 1794)
- 1859 - Charles Cathcart, II conte Cathcart, generale scozzese (n. 1783)
- 1861 - Lorenzo Costa, poeta italiano (n. 1798)
- 1864 - Julija Fëdorovna Adlerberg, nobildonna russa (n. 1789)
- 1866 - Antonio Flores, scrittore spagnolo (n. 1818)
- 1866 - George Spencer, nobile e vescovo anglicano britannico (n. 1799)
- 1866 - Caleb Smith Woodhull, politico e avvocato statunitense (n. 1792)
- 1867 - Lorenzo Sforza Cesarini, politico italiano (n. 1807)
- 1868 - Dmitrij Ivanovič Pisarev, saggista e giornalista russo (n. 1840)
- 1876 - Marija Obrenović, nobile rumena (n. 1831)
- 1877 - Adolphe Laferrière, attore teatrale francese (n. 1806)
- 1878 - Laura Gonzenbach, scrittrice e etnologa italiana (n. 1842)
- 1878 - Max Hödel, anarchico tedesco (n. 1857)
- 1879 - Giacomo Dina, giornalista e politico italiano (n. 1824)
- 1879 - Paolo Franzini Tibaldeo, generale italiano (n. 1814)
- 1879 - Maria Teresa di Savoia, principessa (n. 1803)
- 1882 - Mary Todd Lincoln, first lady statunitense (n. 1818)
- 1884 - Manuel Milá, filologo e traduttore spagnolo (n. 1818)
- 1886 - Ned Buntline, scrittore e giornalista statunitense (n. 1823)
- 1887 - Eugen Gerometta, presbitero e linguista slovacco (n. 1819)
- 1889 - Michele Amari, storico, politico e arabista italiano (n. 1806)
- 1892 - Felice Giordano, ingegnere, geologo e alpinista italiano (n. 1825)
- 1892 - Charles de Lorencez, generale francese (n. 1814)
- 1893 - Antonio Ghislanzoni, librettista, poeta e scrittore italiano (n. 1824)
- 1894 - Edouard André, politico, mecenate e collezionista d'arte francese (n. 1833)
- 1895 - Carlo Cagnola, politico italiano (n. 1828)
- 1896 - Edmond de Goncourt, scrittore e critico letterario francese (n. 1822)
- 1897 - Levin Goldschmidt, giurista tedesco (n. 1829)
- 1899 - Margaretta Riley, botanica britannica (n. 1804)

## XX secolo(236)
- 1902 - Henry Dunning Macleod, economista scozzese (n. 1821)
- 1903 - Ángel Della Valle, pittore argentino (n. 1852)
- 1907 - Théobald Chartran, pittore francese (n. 1849)
- 1908 - René Panhard, ingegnere e pilota automobilistico francese (n. 1841)
- 1909 - Raffaele Vittorio Matteucci, geologo e vulcanologo italiano (n. 1846)
- 1909 - Şehzade Selim Süleyman, principe ottomano (n. 1860)
- 1910 - Albert Anker, pittore svizzero (n. 1831)
- 1911 - August Harambašić, poeta, scrittore e politico croato (n. 1861)
- 1914 - Carl Kockelkorn, compositore di scacchi tedesco (n. 1843)
- 1915 - Viktor Dubský von Třebomyslice, diplomatico, militare e nobile boemo (n. 1834)
- 1915 - Ellen Gould White, religiosa e predicatrice statunitense (n. 1827)
- 1916 - Hermann Bosch, calciatore tedesco (n. 1891)
- 1916 - Enrico Crocini, politico italiano (n. 1839)
- 1916 - Il'ja Il'ič Mečnikov, biologo e immunologo ucraino (n. 1845)
- 1917 - Luigi Avogadro di Collobiano Arborio, diplomatico e politico italiano (n. 1843)
- 1917 - Harry Barlow, tennista britannico (n. 1860)
- 1917 - Vincenz Hrubý, scacchista cecoslovacco (n. 1856)
- 1917 - Enrico Reffo, pittore italiano (n. 1831)
- 1917 - Philipp Scharwenka, compositore, pianista e docente tedesco (n. 1847)
- 1918 - Giuseppe Capecci, vescovo cattolico italiano (n. 1838)
- 1918 - Robert Fischer, calciatore svizzero (n. 1894)
- 1918 - Hans Kirschstein, militare e aviatore tedesco (n. 1896)
- 1918 - Awdry Vaucour, aviatore inglese (n. 1890)
- 1919 - Bhavsinhji II, principe indiano (n. 1875)
- 1919 - Taisuke Itagaki, politico giapponese (n. 1837)
- 1920 - Gyula Benczúr, pittore ungherese (n. 1844)
- 1921 - Giovanni Arcangeli, botanico italiano (n. 1840)
- 1921 - Charles Dawson, giocatore di snooker inglese (n. 1866)
- 1921 - Louis de Maud'huy, generale francese (n. 1857)
- 1923 - Louis Couperus, scrittore e poeta olandese (n. 1863)
- 1923 - José Castulo Zeledón, ornitologo costaricano (n. 1846)
- 1924 - Marius Borgeaud, pittore svizzero (n. 1861)
- 1924 - Francesco Fanelli, pittore italiano (n. 1869)
- 1926 - Paul Wilhelm Keppler, vescovo cattolico tedesco (n. 1852)
- 1926 - Agenore Socini, architetto e urbanista italiano (n. 1859)
- 1928 - Ina Battistella, infermiera e militare italiana (n. 1889)
- 1928 - Bohumil Mořkovský, ginnasta cecoslovacco (n. 1899)
- 1930 - Juan Luis Sanfuentes, politico cileno (n. 1858)
- 1932 - Giacomo Carabelli, arcivescovo cattolico italiano (n. 1886)
- 1932 - Rudolf Kraus, patologo e batteriologo ceco (n. 1868)
- 1932 - Maria Leopoldina Paolicchi, mezzosoprano e contralto italiano (n. 1854)
- 1932 - Herbert Plumer, I visconte Plumer, generale britannico (n. 1857)
- 1934 - Willy Merkl, alpinista e ingegnere tedesco (n. 1900)
- 1934 - Henry Julian White, presbitero e biblista britannico (n. 1859)
- 1935 - Arthur John Stanley, calciatore e tennista britannico (n. 1853)
- 1935 - Zheng Zhengqiu, regista cinese (n. 1889)
- 1936 - Alan Crosland, regista statunitense (n. 1894)
- 1936 - Charles Hines, attore e regista cinematografico statunitense (n. 1892)
- 1936 - Gustaw Orlicz-Dreszer, generale polacco (n. 1889)
- 1937 - Giuseppe Brignone, attore italiano (n. 1854)
- 1937 - George Nathan, militare irlandese (n. 1895)
- 1938 - Trygve Aasen, calciatore norvegese (n. 1900)
- 1938 - Jack Dunn, pattinatore artistico su ghiaccio britannico (n. 1917)
- 1938 - Giulio Serafini, cardinale e vescovo cattolico italiano (n. 1867)
- 1939 - Henri Le Sidaner, pittore francese (n. 1862)
- 1940 - Martial-Pierre-Marie Jannin, vescovo cattolico e missionario francese (n. 1867)
- 1940 - Alexander Koenig, zoologo, naturalista e ornitologo tedesco (n. 1858)
- 1940 - Vittorio Marcoz, militare italiano (n. 1912)
- 1941 - August Cesarec, letterato e pubblicista croato (n. 1893)
- 1941 - Oscar Sorgato, pittore italiano (n. 1902)
- 1943 - Arthur Byron, attore statunitense (n. 1872)
- 1943 - Noël Castelain, militare francese (n. 1917)
- 1943 - Helga Deen, polacca (n. 1925)
- 1943 - Albert Bushnell Hart, storico statunitense (n. 1854)
- 1943 - Albert Henri Littolff, militare francese (n. 1911)
- 1943 - Eugen Lovinescu, critico letterario, storico e scrittore rumeno (n. 1881)
- 1944 - Elio Monari, presbitero e partigiano italiano (n. 1913)
- 1944 - Vitale Venzi, fondista, saltatore con gli sci e combinatista nordico italiano (n. 1903)
- 1946 - Raffaele Conflenti, ingegnere aeronautico italiano (n. 1889)
- 1946 - William Welsh, attore statunitense (n. 1870)
- 1946 - Carlotta di Schaumburg-Lippe, principessa tedesca (n. 1864)
- 1947 - Giovanni Tofani, ingegnere e politico italiano (n. 1875)
- 1948 - Amalia Sperandio, fotografa italiana (n. 1854)
- 1949 - Vjačeslav Ivanovič Ivanov, poeta, drammaturgo e critico letterario russo (n. 1866)
- 1950 - Ugo Forti, giurista italiano (n. 1878)
- 1951 - Stefano De Ruggiero, prefetto e politico italiano (n. 1878)
- 1952 - Jean Chantavoine, musicologo francese (n. 1877)
- 1952 - John Daunt, golfista britannico (n. 1865)
- 1953 - Hilaire Belloc, scrittore, politico e storico francese (n. 1870)
- 1953 - Louis Cattiaux, poeta e pittore francese (n. 1904)
- 1954 - Harry Broos, velocista olandese (n. 1898)
- 1954 - Innocenzo Cappa, avvocato e politico italiano (n. 1875)
- 1954 - Pëtr Leščenko, cantante russo (n. 1898)
- 1954 - Lucien Muratore, attore e tenore francese (n. 1876)
- 1954 - Attilio Mussino, illustratore, fumettista e pittore italiano (n. 1878)
- 1954 - Herms Niel, compositore tedesco (n. 1888)
- 1955 - Harry Rosenswärd, velista svedese (n. 1882)
- 1955 - Pasquale Simonetti, mafioso italiano (n. 1926)
- 1956 - Stanley Blystone, attore statunitense (n. 1894)
- 1956 - Leonardo De Mitri, regista, sceneggiatore e critico cinematografico italiano (n. 1914)
- 1956 - Alfredo Di Frassineto, imprenditore e politico italiano (n. 1869)
- 1956 - Brian Norton, tennista sudafricano (n. 1899)
- 1957 - Serge Chaloff, sassofonista statunitense (n. 1923)
- 1958 - Giuseppe Armellini, astronomo italiano (n. 1887)
- 1958 - Ezio Cerpi, architetto italiano (n. 1868)
- 1958 - Harry Spanjer, pugile statunitense (n. 1873)
- 1959 - Andrew Neu, ginnasta e multiplista statunitense (n. 1873)
- 1959 - Henri Prost, architetto e urbanista francese (n. 1874)
- 1960 - Gaston Amson, schermidore francese (n. 1883)
- 1960 - Søren Andersen, calciatore danese (n. 1937)
- 1960 - Mario Cavallari, avvocato, politico e antifascista italiano (n. 1878)
- 1960 - Bruno Dentelli, calciatore e allenatore di calcio italiano (n. 1901)
- 1960 - Manuel Gamio, antropologo, archeologo e sociologo messicano (n. 1883)
- 1960 - Per Funch Jensen, calciatore danese (n. 1938)
- 1960 - Albert Kesselring, generale tedesco (n. 1885)
- 1960 - John P. Marquand, scrittore e giornalista statunitense (n. 1893)
- 1961 - Andrea Oggioni, alpinista italiano (n. 1930)
- 1961 - George Jivaji Rao Scindia di Gwalior, principe e politico indiano (n. 1916)
- 1962 - Theodor Litt, filosofo e pedagogo tedesco (n. 1880)
- 1963 - Lucie Daouphars, modella francese (n. 1922)
- 1963 - Antonio Donghi, pittore italiano (n. 1897)
- 1963 - Gerald O'Hara, arcivescovo cattolico statunitense (n. 1895)
- 1963 - Ottorino Ravani, calciatore italiano (n. 1898)
- 1964 - Franklyn Barrett, direttore della fotografia, regista e produttore cinematografico australiano (n. 1873)
- 1964 - Rino Da Positano, cantante, compositore e paroliere italiano (n. 1914)
- 1964 - Alfred Junge, scenografo tedesco (n. 1886)
- 1964 - Rauf Orbay, politico e militare turco (n. 1881)
- 1965 - Diego Andiloro, politico italiano (n. 1895)
- 1965 - Filippo Caracciolo, nobile, politico e antifascista italiano (n. 1903)
- 1965 - Henry Jolles, pianista e compositore tedesco (n. 1902)
- 1965 - Simon Rodia, artista italiano (n. 1879)
- 1966 - Gussy Holl, attrice e cantante tedesca (n. 1888)
- 1966 - William H. Parker, poliziotto statunitense (n. 1905)
- 1966 - Jimmy Seed, allenatore di calcio e calciatore inglese (n. 1895)
- 1967 - Marguerite Harrison, giornalista, scrittrice e agente segreto statunitense (n. 1879)
- 1968 - Enver Bongrani, fumettista italiano (n. 1914)
- 1968 - Leopold Fellerer, militare e aviatore austriaco (n. 1919)
- 1968 - Hu Xiansu, botanico cinese (n. 1894)
- 1968 - Ferenc Keserű, pallanuotista ungherese (n. 1903)
- 1969 - Max Gablonsky, calciatore tedesco (n. 1890)
- 1969 - Sergej Ivanovič Rudenko, antropologo e archeologo sovietico (n. 1885)
- 1969 - Friedrich von Scotti, generale tedesco (n. 1889)
- 1969 - Francesco Tarabotto, comandante marittimo italiano (n. 1877)
- 1970 - Giovanni Cerri, poeta italiano (n. 1900)
- 1970 - Eucardio Momigliano, giornalista, politico e storico italiano (n. 1888)
- 1970 - Frank Nelson, astista statunitense (n. 1887)
- 1971 - Mak Dizdar, poeta jugoslavo (n. 1917)
- 1972 - Thomas Eboli, mafioso italiano (n. 1911)
- 1972 - Lorenzo Ruggi, scrittore, saggista e commediografo italiano (n. 1883)
- 1973 - Antonio Errico, cestista italiano (n. 1948)
- 1973 - Fred Murray, ostacolista statunitense (n. 1894)
- 1973 - Mithuben Petit, attivista indiana (n. 1892)
- 1974 - Alfredo Chighine, pittore e scultore italiano (n. 1914)
- 1975 - Ezio Lavoretti, produttore cinematografico italiano (n. 1913)
- 1975 - Piera Locatelli, medico e biochimica italiana (n. 1900)
- 1975 - Guadalupe Ortiz de Landázuri, insegnante spagnola (n. 1916)
- 1975 - Erik Sjöqvist, archeologo svedese (n. 1903)
- 1976 - Fernand Canteloube, ciclista su strada francese (n. 1900)
- 1976 - Michail Janšin, attore sovietico (n. 1902)
- 1976 - Rodolfo Mondolfo, filosofo italiano (n. 1877)
- 1976 - Gehnäll Persson, cavaliere svedese (n. 1910)
- 1976 - Stanley Gerald Thompson, chimico statunitense (n. 1912)
- 1977 - John Alfred Valentine Butler, chimico e fisico inglese (n. 1899)
- 1977 - Rie Cramer, scrittrice e illustratrice olandese (n. 1887)
- 1977 - Enrique Pichon-Rivière, psichiatra argentino (n. 1907)
- 1977 - Francesco Roberti, cardinale e arcivescovo cattolico italiano (n. 1889)
- 1978 - Howard Estabrook, sceneggiatore, attore e regista statunitense (n. 1884)
- 1979 - Orfeo Amadò, architetto svizzero (n. 1908)
- 1979 - Alfred Deller, controtenore e direttore di coro britannico (n. 1912)
- 1979 - Bob Douglas, cestista, allenatore di pallacanestro e dirigente sportivo statunitense (n. 1882)
- 1979 - James Francis Louis McIntyre, cardinale e arcivescovo cattolico statunitense (n. 1886)
- 1979 - Olof Sköldberg, tiratore a segno svedese (n. 1910)
- 1980 - William Chalmers, allenatore di calcio e calciatore scozzese (n. 1907)
- 1980 - Hubert Jedin, storico e presbitero tedesco (n. 1900)
- 1981 - Harry Chapin, cantautore statunitense (n. 1942)
- 1981 - Ioan Maria Duma, vescovo cattolico rumeno (n. 1896)
- 1981 - Will Hudson, compositore e arrangiatore statunitense (n. 1908)
- 1981 - Maurice Mathieu, calciatore francese (n. 1890)
- 1981 - Nívio, calciatore brasiliano (n. 1927)
- 1982 - Patrick Dewaere, attore francese (n. 1947)
- 1982 - Charles Robberts Swart, politico sudafricano (n. 1894)
- 1983 - Michel Micombero, politico e militare burundese (n. 1940)
- 1983 - Otto Mørkholm, numismatico danese (n. 1930)
- 1983 - Pablo O'Higgins, pittore statunitense (n. 1904)
- 1983 - Samson Raphaelson, sceneggiatore e commediografo statunitense (n. 1894)
- 1983 - Helmut Schwenn, pallanuotista tedesco (n. 1913)
- 1985 - Heinrich Böll, scrittore tedesco (n. 1917)
- 1985 - Kurt von Fritz, filologo classico tedesco (n. 1900)
- 1985 - Robert Siohan, compositore e direttore d'orchestra francese (n. 1894)
- 1986 - Serafino Carrera, calciatore italiano (n. 1907)
- 1986 - Renato Casarotto, alpinista italiano (n. 1948)
- 1986 - Carlo Martini, arcivescovo cattolico italiano (n. 1913)
- 1986 - Claire Motte, ballerina francese (n. 1937)
- 1987 - Fedele Cova, ingegnere italiano (n. 1904)
- 1987 - Pierre Lardinois, politico olandese (n. 1924)
- 1987 - Arthur Pilbrow, schermidore britannico (n. 1902)
- 1988 - Carmelo Comes, pittore e ceramista italiano (n. 1905)
- 1988 - Milton R. Krasner, direttore della fotografia statunitense (n. 1904)
- 1988 - Alfredo Perna, partigiano italiano (n. 1918)
- 1988 - Samuel Ruben, inventore e imprenditore statunitense (n. 1900)
- 1989 - Aladino Di Martino, compositore italiano (n. 1908)
- 1989 - Nicolás Guillén, scrittore cubano (n. 1902)
- 1989 - Herbert von Karajan, direttore d'orchestra austriaco (n. 1908)
- 1989 - Marco Lombardo Radice, psichiatra e scrittore italiano (n. 1949)
- 1989 - Antonio Ranocchia, scultore italiano (n. 1915)
- 1990 - Miguel Muñoz, calciatore e allenatore di calcio spagnolo (n. 1922)
- 1990 - Valentin Pikul', scrittore sovietico (n. 1928)
- 1990 - Enrico De Negri, storico della filosofia italiano (n. 1902)
- 1991 - Bruno Cetto, ingegnere e micologo italiano (n. 1921)
- 1991 - Meindert DeJong, scrittore statunitense (n. 1906)
- 1991 - Robert Motherwell, pittore statunitense (n. 1915)
- 1991 - Nello Paratore, cestista e allenatore di pallacanestro italiano (n. 1912)
- 1991 - Carlo Terron, drammaturgo, giornalista e traduttore italiano (n. 1910)
- 1992 - Buck Buchanan, giocatore di football americano statunitense (n. 1940)
- 1992 - Enrico Garzelli, canottiere italiano (n. 1909)
- 1992 - Gianni Magni, attore, cantante e cabarettista italiano (n. 1941)
- 1992 - Tat'jana Ivanovna Pel'tcer, attrice russa (n. 1904)
- 1992 - Francesca Serio, attivista italiana (n. 1903)
- 1993 - Uberto Scarpelli, giurista, filosofo e sociologo italiano (n. 1924)
- 1994 - John Aron, tenore australiano (n. 1934)
- 1994 - Julian Schwinger, fisico e matematico statunitense (n. 1918)
- 1995 - Torfi Bryngeirsson, lunghista e astista islandese (n. 1926)
- 1995 - Louis Darmanin, pallanuotista maltese (n. 1908)
- 1995 - Mordechai Gur, generale e politico israeliano (n. 1930)
- 1995 - Fortunato Lay, musicista e giornalista italiano (n. 1903)
- 1995 - May Sarton, poetessa e scrittrice belga (n. 1912)
- 1995 - Patsy Ruth Miller, attrice statunitense (n. 1904)
- 1995 - Zenonas Puzinauskas, cestista lituano (n. 1920)
- 1995 - Tullio Rossi, architetto italiano (n. 1903)
- 1995 - Stephen Spender, poeta e saggista inglese (n. 1909)
- 1996 - Silvano Grassi, calciatore e allenatore di calcio italiano (n. 1919)
- 1996 - Alfio Rosario Natale, storico, archivista e paleografo italiano (n. 1912)
- 1996 - Adolf von Thadden, politico tedesco (n. 1921)
- 1997 - Dora Maar, fotografa, poetessa e pittrice francese (n. 1907)
- 1998 - Gisella Caccialanza, ballerina statunitense (n. 1914)
- 1998 - Philip J. Corso, ufficiale statunitense (n. 1915)
- 1998 - Mahbub ul Haq, economista e politico pakistano (n. 1934)
- 1999 - Vincenzo Accame, poeta, saggista e traduttore italiano (n. 1932)
- 1999 - Feliciano Benvenuti, giurista e avvocato italiano (n. 1916)
- 1999 - Carolyn Bessette, pubblicitaria, direttrice artistica e modella statunitense (n. 1966)
- 1999 - John Fitzgerald Kennedy Jr., avvocato e giornalista statunitense (n. 1960)
- 1999 - André Martinet, linguista francese (n. 1908)
- 1999 - Alfred Raoul, politico della Repubblica del Congo (n. 1938)
- 2000 - William Foote Whyte, sociologo statunitense (n. 1914)
- 2000 - Giorgio Terni, fantino italiano (n. 1932)
- 2000 - Jean Vercoutter, egittologo francese (n. 1911)

## XXI secolo(134)
- 2001 - Terry Gordy, wrestler statunitense (n. 1961)
- 2001 - Giancarlo Pascale Guidotti Magnani, funzionario italiano (n. 1912)
- 2001 - Mario Petrucciani, critico letterario e storico della letteratura italiano (n. 1924)
- 2001 - Beate Uhse, imprenditrice e aviatrice tedesca (n. 1919)
- 2001 - Morris, fumettista belga (n. 1923)
- 2002 - John Cocke, informatico statunitense (n. 1925)
- 2002 - Antonella Della Porta, attrice italiana (n. 1927)
- 2002 - Oleksandr Kolčyns'kyj, lottatore sovietico (n. 1955)
- 2003 - Alida Johanna van den Bos, ginnasta olandese (n. 1902)
- 2003 - Tullio Bressan, critico letterario, insegnante e saggista italiano (n. 1916)
- 2003 - Celia Cruz, cantante cubana (n. 1925)
- 2003 - Giovanni Antonio Rocco, religioso italiano (n. 1913)
- 2003 - Shmuel Safrai, storico e biblista israeliano (n. 1919)
- 2003 - Carol Shields, scrittrice canadese (n. 1935)
- 2004 - Antonio Vitale Bommarco, arcivescovo cattolico italiano (n. 1923)
- 2004 - George Busbee, politico statunitense (n. 1927)
- 2004 - Lucien Leduc, allenatore di calcio e calciatore francese (n. 1918)
- 2004 - Michele Profeta, serial killer italiano (n. 1947)
- 2004 - Charles W. Sweeney, generale e aviatore statunitense (n. 1919)
- 2004 - Charles Welch, attore statunitense (n. 1921)
- 2005 - Giuseppe Belotti, editore e politico italiano (n. 1908)
- 2005 - Giampiero Bianchi, attore italiano (n. 1945)
- 2005 - Pietro Consagra, scultore e scrittore italiano (n. 1920)
- 2005 - Camillo Felgen, cantante lussemburghese (n. 1920)
- 2005 - Maurizio Lucidi, regista, montatore e sceneggiatore italiano (n. 1932)
- 2005 - John Ostrom, paleontologo statunitense (n. 1928)
- 2005 - Natale Pisicchio, politico italiano (n. 1921)
- 2005 - Carmelo Santalco, politico italiano (n. 1921)
- 2006 - Mariam Aslamazian, pittrice armena (n. 1907)
- 2006 - Alessandra Contini Bonacossi, storica e archivista italiana (n. 1951)
- 2006 - Ivo Laghi, sindacalista, giornalista e scrittore italiano (n. 1929)
- 2006 - Gabriel Ogando, calciatore argentino (n. 1921)
- 2006 - Bob Orton Sr., wrestler statunitense (n. 1929)
- 2006 - Ossi Reichert, sciatrice alpina tedesca (n. 1925)
- 2007 - Enrico Accatino, pittore e scultore italiano (n. 1920)
- 2007 - Caterina Bueno, etnomusicologa e cantante italiana (n. 1943)
- 2007 - Jorge Castelli, allenatore di calcio argentino (n. 1946)
- 2007 - Maria Jottini, cantante italiana (n. 1921)
- 2007 - Kenneth Carroll Parkes, ornitologo statunitense (n. 1922)
- 2007 - Alan Shepherd, pilota motociclistico britannico (n. 1935)
- 2008 - Jo Stafford, cantante statunitense (n. 1917)
- 2008 - Lorenzo Tacchella, storico e scrittore italiano (n. 1922)
- 2009 - Paulo Lopes de Faria, arcivescovo cattolico brasiliano (n. 1931)
- 2009 - Syed Mumtaz Ali, avvocato indiano (n. 1927)
- 2009 - Angelo Rizzo, vescovo cattolico italiano (n. 1926)
- 2009 - Gianni Silvestri, scenografo italiano (n. 1945)
- 2010 - Aleksandr Bološev, cestista e allenatore di pallacanestro sovietico (n. 1947)
- 2010 - Mino Damato, giornalista, conduttore televisivo e autore televisivo italiano (n. 1937)
- 2010 - James Gammon, attore statunitense (n. 1940)
- 2010 - Haroldo, calciatore brasiliano (n. 1931)
- 2011 - Bertalan Bicskei, allenatore di calcio e calciatore ungherese (n. 1944)
- 2011 - Mariangela Giordano, attrice italiana (n. 1937)
- 2011 - Cesare Mazzolari, vescovo cattolico e missionario italiano (n. 1937)
- 2011 - Joe McNamee, cestista statunitense (n. 1926)
- 2011 - Giulio Rinaldi, pugile e attore italiano (n. 1935)
- 2012 - William Asher, regista, sceneggiatore e produttore cinematografico statunitense (n. 1921)
- 2012 - Stephen Covey, educatore e scrittore statunitense (n. 1932)
- 2012 - Klára Killermann-Bartos, nuotatrice ungherese (n. 1940)
- 2012 - Jon Lord, compositore, pianista e organista britannico (n. 1941)
- 2012 - Walter Pichler, architetto, artista e scultore austriaco (n. 1936)
- 2012 - Kitty Wells, cantante statunitense (n. 1919)
- 2013 - Nobuyuki Aihara, ginnasta giapponese (n. 1934)
- 2013 - Todd Bennett, velocista britannico (n. 1962)
- 2013 - Alex Colville, pittore canadese (n. 1920)
- 2013 - Torbjørn Falkanger, saltatore con gli sci norvegese (n. 1927)
- 2013 - Carlotta Nobile, storica dell'arte, violinista e scrittrice italiana (n. 1988)
- 2014 - Julio Abbadie, calciatore uruguaiano (n. 1930)
- 2014 - Karl Albrecht, imprenditore tedesco (n. 1920)
- 2014 - Mario Bacher, fondista, combinatista nordico e scialpinista italiano (n. 1941)
- 2014 - Hervé Cristiani, cantautore e chitarrista francese (n. 1947)
- 2014 - Armando Marques, arbitro di calcio brasiliano (n. 1930)
- 2014 - Euro Teodori, compositore, musicista e attore italiano (n. 1925)
- 2014 - Natale Tulli, attore italiano (n. 1929)
- 2014 - Manfred Wekwerth, regista teatrale e regista cinematografico tedesco (n. 1929)
- 2014 - Johnny Winter, chitarrista e cantante statunitense (n. 1944)
- 2015 - Denis Avey, militare e ingegnere britannico (n. 1919)
- 2015 - Alcides Ghiggia, calciatore uruguaiano (n. 1926)
- 2015 - Jack Goody, antropologo britannico (n. 1919)
- 2015 - Pietro Grilli di Cortona, politologo italiano (n. 1954)
- 2015 - Sandro Joan, calciatore italiano (n. 1939)
- 2015 - Ed Lawrence, cestista statunitense (n. 1952)
- 2015 - Bruno Zanobio, medico e storico italiano (n. 1926)
- 2016 - Nate Thurmond, cestista statunitense (n. 1941)
- 2016 - Alan Vega, cantante statunitense (n. 1938)
- 2017 - Nazem Amine, lottatore libanese (n. 1927)
- 2017 - Jerry Bird, cestista statunitense (n. 1935)
- 2017 - Alicia Carletti, pittrice e litografa argentina (n. 1946)
- 2017 - Tom Mitchell, giocatore di football americano statunitense (n. 1944)
- 2017 - André Padoux, indologo francese (n. 1920)
- 2017 - George A. Romero, regista e sceneggiatore statunitense (n. 1940)
- 2017 - Siegfried Wolf, calciatore tedesco orientale (n. 1926)
- 2018 - Jørgen Christensen, calciatore danese (n. 1936)
- 2018 - Robin Jones, cestista statunitense (n. 1954)
- 2018 - Christian Menn, ingegnere svizzero (n. 1927)
- 2018 - Jerzy Piskun, cestista polacco (n. 1938)
- 2018 - Gabriel Rivera, giocatore di football americano statunitense (n. 1961)
- 2019 - Rosa María Britton, scrittrice e medico panamense (n. 1936)
- 2019 - Johnny Clegg, musicista, ballerino e antropologo sudafricano (n. 1953)
- 2019 - Barry Coe, attore statunitense (n. 1934)
- 2019 - Pat Kelly, cantante giamaicano (n. 1949)
- 2019 - John Paul Stevens, giurista statunitense (n. 1920)
- 2020 - Vladimir Obuchov, allenatore di pallacanestro sovietico (n. 1935)
- 2020 - Jamie Oldaker, batterista statunitense (n. 1951)
- 2020 - Phyllis Somerville, attrice statunitense (n. 1943)
- 2020 - Víctor Víctor, chitarrista, cantante e compositore dominicano (n. 1948)
- 2020 - Delphine Zanga Tsogo, politica, scrittrice e attivista camerunese (n. 1935)
- 2021 - Biz Markie, rapper, disc jockey e beatboxer statunitense (n. 1964)
- 2021 - Danish Siddiqui, fotoreporter indiano (n. 1980)
- 2021 - Surekha Sikri, attrice indiana (n. 1945)
- 2022 - Elly Appel, tennista olandese (n. 1952)
- 2022 - Herbert W. Franke, scrittore di fantascienza austriaco (n. 1927)
- 2022 - Ken Kennedy, rugbista a 15 e medico britannico (n. 1941)
- 2022 - Patrick Michaels, climatologo statunitense (n. 1950)
- 2022 - Gustavo Tolotti, cestista e allenatore di pallacanestro italiano (n. 1967)
- 2022 - Vira Vovk, scrittrice e poetessa ucraina (n. 1926)
- 2023 - Alfredo Avantifiori, compositore, pianista e paroliere italiano (n. 1931)
- 2023 - Luigi Bettazzi, vescovo cattolico italiano (n. 1923)
- 2023 - Jane Birkin, attrice, cantante e regista britannica (n. 1946)
- 2023 - Silvano Bulgari, scultore italiano (n. 1955)
- 2023 - Harry Frankfurt, filosofo statunitense (n. 1929)
- 2023 - Kevin Mitnick, programmatore statunitense (n. 1963)
- 2023 - Christian Quadflieg, attore, doppiatore e regista tedesco (n. 1945)
- 2023 - Eusebio Quintero López, supercentenario colombiano (n. 1910)
- 2023 - Veniamin Soldatenko, marciatore sovietico (n. 1939)
- 2024 - Publio Fiori, politico italiano (n. 1938)
- 2024 - Luigi Follieri, politico italiano (n. 1943)
- 2024 - Norm Hewitt, rugbista a 15 neozelandese (n. 1968)
- 2024 - Irène Schweizer, musicista e pianista svizzera (n. 1941)
- 2024 - Michail Viarhiejenka, allenatore di calcio, dirigente sportivo e calciatore bielorusso (n. 1950)
- 2025 - Bill Clay, politico statunitense (n. 1931)
- 2025 - Ahmed Faras, calciatore marocchino (n. 1946)
- 2025 - Connie Francis, cantante e attrice statunitense (n. 1937)
- 2025 - Jurij Kara, regista russo (n. 1954)
- 2025 - Gary Karr, contrabbassista statunitense (n. 1941)